# Разсвєт (Іловлінський район)
Разсвєт (рос. Рассвет) — селище в Іловлінському районі Волгоградської області Російської Федерації.
Населення становить 65  осіб. Входить до складу муніципального утворення Медведевське сільське поселення.

## Історія
Селище розташоване у межах українського історичного та культурного регіону Жовтий Клин.
Від 1965 року належить до Іловлінського району.

## Населення
| 1983 | 2010 |
| ---- | ---- |
| 130  | ↘65  |